# Alexander Pollak

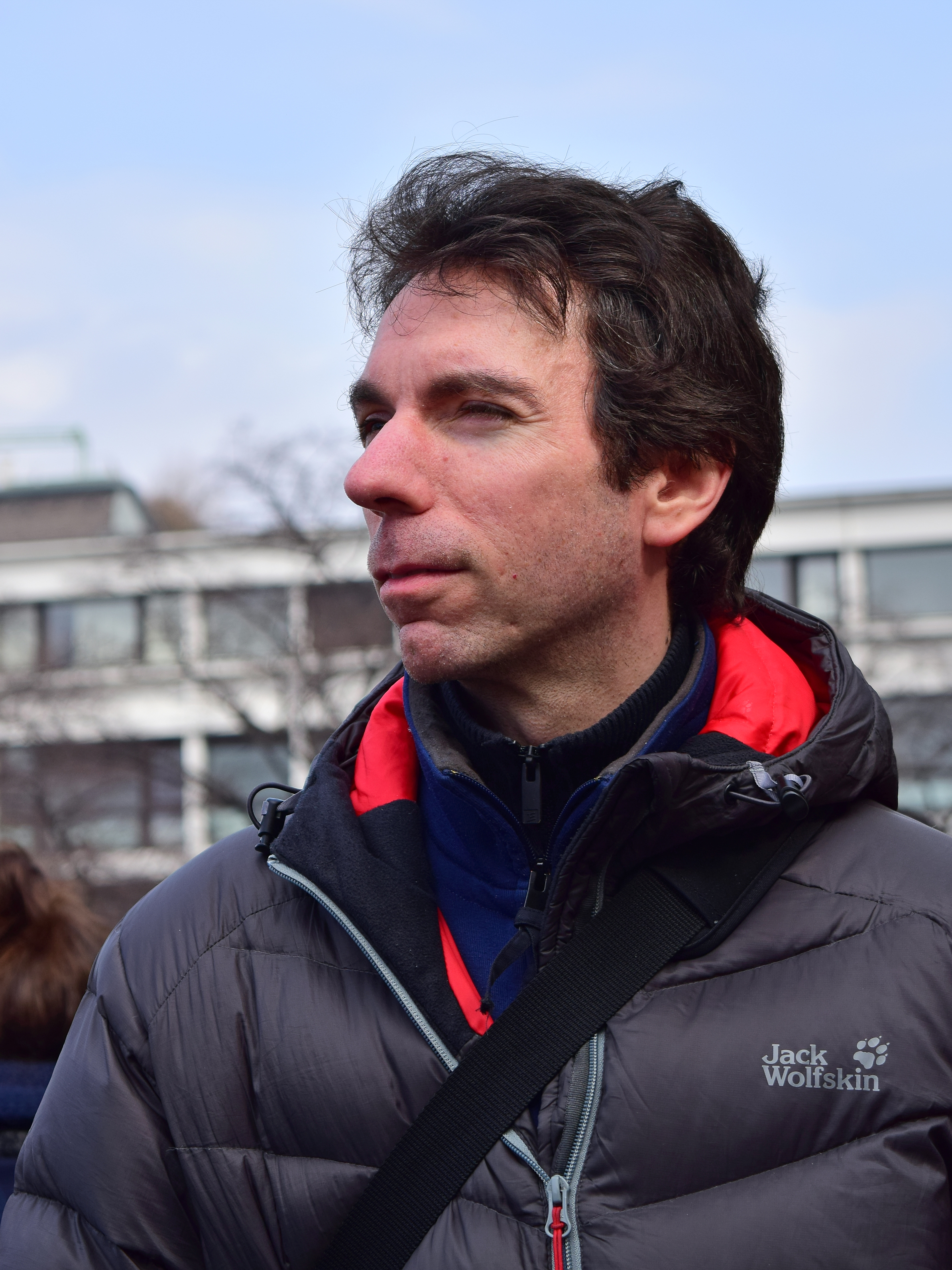
Alexander Pollak bei der Demonstration „Flüchtlinge willkommen! Nein zur Festung Europa!“ im März 2016

Alexander Pollak (* 16. Juli 1973 in Wien) ist Sprecher der österreichischen Menschenrechtsorganisation SOS Mitmensch, Radiomacher und Autor. Er war fünf Jahre als Leiter von Anti-Diskriminierungsprojekten in der Agentur der Europäischen Union für Grundrechte (FRA) tätig.

## Leben
Pollak absolvierte die Volksschule und das Gymnasium in Wien und maturierte 1991. Anfang 1998 schloss er das Studium der Handelswissenschaften an der Wirtschaftsuniversität Wien ab. Danach studierte er an der Universität Wien Angewandte Sprachwissenschaften und erhielt 2003 den Doktortitel.
Während des Doktoratsstudiums arbeitete Pollak am von der österreichischen Sprachwissenschaftlerin Ruth Wodak geleiteten Wittgenstein-Forschungsschwerpunkt „Diskurs, Politik, Identität“ mit. Er erforschte das Bild der Wehrmacht in österreichischen Zeitungen und Dokumentarfilmen. Dazu publizierte er das im Böhlau Verlag erschienene Buch Die Wehrmachtslegende in Österreich. 2003 machte sich Pollak als Leiter von wissenschaftlichen Projekten selbständig. Im gleichen Jahr fing er als Radiomacher beim freien Wiener Radiosender Orange 94.0 an. Er gestaltete Beiträge für das politische Magazin Radio Stimme. Pollak erhielt für seine Hörfunkbeiträge 2005, 2007 und 2013 den von den Volkshochschulen in Österreich vergebenen „Radiopreis der Erwachsenenbildung“.
2005 wurde Pollak Mitarbeiter bei der Europäischen Stelle zur Beobachtung von Rassismus und Fremdenfeindlichkeit (EUMC), die 2008 in die Agentur der Europäischen Union für Grundrechte (FRA) umgewandelt wurde. Pollak fungierte als Projektleiter für Anti-Diskriminierungsprojekte. Anfang 2011 übernahm Pollak die Stelle als Sprecher und Mitgeschäftsführer der österreichischen Menschenrechtsorganisation SOS Mitmensch. Pollak hat nach Medienberichten maßgeblich daran mitgewirkt, dass der Wiener Korporationsring seit 2012 nicht mehr als Veranstalter des Korporationsballs in der Wiener Hofburg auftreten darf.
Anfang 2013 veröffentlichte Pollak im Verlag Edition a das Buch Gut gegen Mölzer. Das Buch basiert auf einem Streitgespräch von Pollak mit dem EU-Mandatar und FPÖ-Ideologen Andreas Mölzer. Pollak nutzte das Streitgespräch, um über die Konfliktlinien zur FPÖ zu reflektieren, mit denen er in seiner Arbeit für SOS Mitmensch immer wieder konfrontiert wäre. Kurz vor der österreichischen Nationalratswahl 2013 war Pollak maßgeblich an der Abhaltung einer „Wahl“ für Personen ohne österreichische Staatsbürgerschaft, der so genannten Pass egal Wahl, beteiligt.

## Buchpublikationen (Auswahl)
- (Hg., gemeinsam mit Renate Höllwart, Charlotte Martinz-Turek und Nora Sternfeld): In einer Wehrmachtsausstellung: Erfahrungen mit Geschichtsvermittlung, Turia + Kant, Wien 2004, ISBN 978-3-85132-371-9
- Die Wehrmachtslegende in Österreich – Das Bild der Wehrmacht im Spiegel der österreichischen Presse nach 1945. Band 101 von Studien und Texte zur Sozialgeschichte der Literatur, Böhlau-Verlag, 2002.

## Auszeichnungen
- 2019: Menschenrechtspreis der Österreichischen Liga für Menschenrechte[5]